# Three Days Grace/Diskografie
Diese Diskografie ist eine Übersicht über die musikalischen Werke der kanadischen Alternative-Rock-/Post-Grunge-Band Three Days Grace. Den Schallplattenauszeichnungen zufolge hat sie bisher mehr als 24,5 Millionen Tonträger verkauft, davon alleine in ihrer Heimat über 1,3 Millionen. Ihre erfolgreichste Veröffentlichung ist das zweite Studioalbum One-X mit mehr als 3,3 Millionen verkauften Einheiten.

## Alben

### Studioalben
| Jahr | Titel Musiklabel                    | Höchstplatzierung, Gesamtwochen, AuszeichnungChartplatzierungen (Jahr, Titel, Musiklabel, Platzierungen, Wochen, Auszeichnungen, Anmerkungen) | Höchstplatzierung, Gesamtwochen, AuszeichnungChartplatzierungen (Jahr, Titel, Musiklabel, Platzierungen, Wochen, Auszeichnungen, Anmerkungen) | Höchstplatzierung, Gesamtwochen, AuszeichnungChartplatzierungen (Jahr, Titel, Musiklabel, Platzierungen, Wochen, Auszeichnungen, Anmerkungen) | Höchstplatzierung, Gesamtwochen, AuszeichnungChartplatzierungen (Jahr, Titel, Musiklabel, Platzierungen, Wochen, Auszeichnungen, Anmerkungen) | Höchstplatzierung, Gesamtwochen, AuszeichnungChartplatzierungen (Jahr, Titel, Musiklabel, Platzierungen, Wochen, Auszeichnungen, Anmerkungen) | Höchstplatzierung, Gesamtwochen, AuszeichnungChartplatzierungen (Jahr, Titel, Musiklabel, Platzierungen, Wochen, Auszeichnungen, Anmerkungen) | Anmerkungen                                                    |
| Jahr | Titel Musiklabel                    | DE | AT | CH | UK | US | CA | Anmerkungen                                                    |
| ---- | ----------------------------------- | --- | --- | --- | --- | --- | --- | -------------------------------------------------------------- |
| 2003 | Three Days Grace Jive Records (EMI) | — | — | — | — | US69 ×2Doppelplatin · (82 Wo.)US | CA9 Platin · (1 Wo.)CA | Erstveröffentlichung: 22. Juli 2003 Verkäufe: + 2.107.500      |
| 2006 | One-X Jive Records (EMI)            | — | — | — | UK— SilberUK | US5 ×3Dreifachplatin · (129 Wo.)US | CA2 ×3Dreifachplatin · (8 Wo.)CA | Erstveröffentlichung: 13. Juni 2006 Verkäufe: + 3.337.500      |
| 2009 | Life Starts Now Jive Records (Sony) | — | — | — | — | US3 Platin · (48 Wo.)US | CA2 ×2Doppelplatin · (5 Wo.)CA | Erstveröffentlichung: 22. September 2009 Verkäufe: + 1.160.000 |
| 2012 | Transit of Venus RCA Records (Sony) | — | — | — | — | US5 (24 Wo.)US | CA4 Gold · (3 Wo.)CA | Erstveröffentlichung: 2. Oktober 2012 Verkäufe: + 40.000       |
| 2015 | Human RCA Records (Sony)            | DE77 (1 Wo.)DE | — | — | — | US16 (10 Wo.)US | CA2 Gold · (4 Wo.)CA | Erstveröffentlichung: 27. März 2015 Verkäufe: + 50.000         |
| 2018 | Outsider RCA Records (Sony)         | DE36 (1 Wo.)DE | AT28 (1 Wo.)AT | CH38 (1 Wo.)CH | — | US24 (2 Wo.)US | CA9 (7 Wo.)CA | Erstveröffentlichung: 9. März 2018                             |
| 2022 | Explosions RCA Records (Sony)       | DE28 (1 Wo.)DE | AT37 (1 Wo.)AT | CH53 (1 Wo.)CH | — | US102 (1 Wo.)US | — | Erstveröffentlichung: 6. Mai 2022                              |

### EPs
| Jahr | Titel Album                                     | Anmerkungen                                                                |
| ---- | ----------------------------------------------- | -------------------------------------------------------------------------- |
| 2003 | Rolling Stone Original: Three Days Grace        | Erstveröffentlichung: 22. Juli 2003 erschien zeitgleich mit dem Debütalbum |
| 2011 | Lost in You Jive Records (Sony)                 | Erstveröffentlichung: 1. Februar 2011                                      |
| 2020 | Somebody That I Used to Know RCA Records (Sony) | Erstveröffentlichung: 22. Juli 2020                                        |

## Singles
| Jahr | Titel Album                                    | Höchstplatzierung, Gesamtwochen, AuszeichnungChartplatzierungen (Jahr, Titel, Album, Platzierungen, Wochen, Auszeichnungen, Anmerkungen) | Höchstplatzierung, Gesamtwochen, AuszeichnungChartplatzierungen (Jahr, Titel, Album, Platzierungen, Wochen, Auszeichnungen, Anmerkungen) | Höchstplatzierung, Gesamtwochen, AuszeichnungChartplatzierungen (Jahr, Titel, Album, Platzierungen, Wochen, Auszeichnungen, Anmerkungen) | Höchstplatzierung, Gesamtwochen, AuszeichnungChartplatzierungen (Jahr, Titel, Album, Platzierungen, Wochen, Auszeichnungen, Anmerkungen) | Höchstplatzierung, Gesamtwochen, AuszeichnungChartplatzierungen (Jahr, Titel, Album, Platzierungen, Wochen, Auszeichnungen, Anmerkungen) | Höchstplatzierung, Gesamtwochen, AuszeichnungChartplatzierungen (Jahr, Titel, Album, Platzierungen, Wochen, Auszeichnungen, Anmerkungen) | Anmerkungen                                                         |
| Jahr | Titel Album                                    | DE | AT | CH | UK | US | CA | Anmerkungen                                                         |
| ---- | ---------------------------------------------- | --- | --- | --- | --- | --- | --- | ------------------------------------------------------------------- |
| 2003 | (I Hate) Everything About You Three Days Grace | DE— GoldDE | — | — | UK— GoldUK | US55 ×2Doppelplatin + Gold (Mastertone) · (20 Wo.)US                                                                                     | CA— PlatinCA | Erstveröffentlichung: 14. Juli 2003 Verkäufe: + 3.235.000           |
| 2004 | Just Like You Three Days Grace                 | — | — | — | — | US55 Gold · (20 Wo.)US | CA— GoldCA | Erstveröffentlichung: 22. April 2004 Verkäufe: + 540.000            |
| 2004 | Home Three Days Grace                          | — | — | — | — | US90 Gold · (4 Wo.)US | — | Erstveröffentlichung: 5. Oktober 2004 Verkäufe: + 500.000           |
| 2006 | Animal I Have Become One-X                     | — | — | — | UK— SilberUK | US60 ×2Doppelplatin + Gold (Mastertone) · (20 Wo.)US                                                                                     | CA— ×2Doppelplatin + Gold (Ringtone)CA                                                                                                   | Erstveröffentlichung: 18. April 2006 Verkäufe: + 2.925.000          |
| 2006 | Pain One-X                                     | — | — | — | — | US44 Platin + Gold (Mastertone) · (20 Wo.)US                                                                                             | CA52 Platin · (9 Wo.)CA | Erstveröffentlichung: 7. November 2006 Verkäufe: + 1.580.000        |
| 2006 | Time of Dying One-X                            | — | — | — | — | US— GoldUS | — | Erstveröffentlichung: 2006 Verkäufe: + 500.000                      |
| 2007 | Never Too Late One-X                           | — | — | — | — | US71 ×2Doppelplatin + Gold (Mastertone) · (20 Wo.)US                                                                                     | CA30 Platin · (20 Wo.)CA | Erstveröffentlichung: 5. Juni 2007 Verkäufe: + 2.580.000            |
| 2007 | Riot One-X                                     | — | — | — | UK— SilberUK | US— PlatinUS | CA65 Platin · (12 Wo.)CA | Erstveröffentlichung: 6. November 2007 Verkäufe: + 1.280.000        |
| 2009 | Break Life Starts Now                          | — | — | — | — | US73 Platin · (20 Wo.)US | CA26 (20 Wo.)CA | Erstveröffentlichung: 1. September 2009 Verkäufe: + 1.000.000       |
| 2009 | The Good Life Life Starts Now                  | — | — | — | — | US— PlatinUS | CA52 (20 Wo.)CA | Erstveröffentlichung: 21. September 2009 Verkäufe: + 1.000.000      |
| 2010 | World So Cold Life Starts Now                  | — | — | — | — | US— PlatinUS | CA94 (3 Wo.)CA | Erstveröffentlichung: 3. August 2010 Verkäufe: + 1.000.000          |
| 2011 | Lost in You Life Starts Now                    | — | — | — | — | — | CA37 (20 Wo.)CA | Erstveröffentlichung: 1. Februar 2011                               |
| 2012 | Chalk Outline Transit of Venus                 | — | — | — | — | US— GoldUS | CA65 Gold · (16 Wo.)CA | Erstveröffentlichung: 14. August 2012 Verkäufe: + 540.000           |
| 2013 | The High Road Transit of Venus                 | — | — | — | — | — | CA69 Gold · (15 Wo.)CA | Erstveröffentlichung: 22. Januar 2013 Verkäufe: + 40.000            |
| 2013 | Misery Loves My Company Transit of Venus       | — | — | — | — | — | — | Erstveröffentlichung: 14. Mai 2013                                  |
| 2014 | Painkiller Human                               | — | — | — | — | US— GoldUS | CA86 Gold · (2 Wo.)CA | Erstveröffentlichung: 1. April 2014 Verkäufe: + 540.000             |
| 2014 | I Am Machine Human                             | — | — | — | — | US— GoldUS | CA— GoldCA | Erstveröffentlichung: 30. September 2014 Verkäufe: + 540.000        |
| 2015 | Human Race Human                               | — | — | — | — | — | — | Erstveröffentlichung: 23. März 2015                                 |
| 2016 | You Don’t Get Me High Anymore –                | — | — | — | — | — | — | Erstveröffentlichung: 18. November 2016 Original: Phantogram (2016) |
| 2018 | The Mountain Outsider                          | — | — | — | — | — | CA— GoldCA | Erstveröffentlichung: 25. Januar 2018                               |
| 2018 | Right Left Wrong Outsider                      | — | — | — | — | — | — | Erstveröffentlichung: 2. März 2018                                  |
| 2021 | So Called Life Explosions                      | — | — | — | — | — | — | Erstveröffentlichung: 29. November 2021                             |
| 2022 | Neurotic Explosions                            | — | — | — | — | — | — | Erstveröffentlichung: 17. Februar 2022 feat. Lukas Rossi            |
| 2022 | Lifetime Explosions                            | — | — | — | — | — | — | Erstveröffentlichung: 11. April 2022                                |
| 2024 | Mayday –                                       | — | — | — | — | — | — | Erstveröffentlichung: 22. November 2024                             |
| 2025 | Apologies –                                    | — | — | — | — | — | — | Erstveröffentlichung: 9. Mai 2025                                   |

## Videoalben und Musikvideos

### Videoalben
| Jahr | Titel Musiklabel                | Anmerkungen                           |
| ---- | ------------------------------- | ------------------------------------- |
| 2004 | Three Days Grace Jive Records   | Erstveröffentlichung: 2004            |
| 2008 | Live at the Palace Jive Records | Erstveröffentlichung: 26. August 2008 |

### Musikvideos
- 2003: I Hate Eyerything About You
- 2003: Just Like You
- 2004: Home
- 2006: Animal I Have Become
- 2006: Pain
- 2007: Never Too Late
- 2009: Break
- 2010: The Good Life
- 2012: Chalk Outline
- 2013: Misery Loves My Company
- 2014: I Am Machine
- 2015: Human Race
- 2018: The Mountain
- 2019: The Abyss
- 2019: Right Left Wrong
- 2020: Strange Days

## Statistik

### Chartauswertung
|                     | DE    | AT    | CH    | US    | CA    |
| ------------------- | ----- | ----- | ----- | ----- | ----- |
| Nummer-eins-Alben   | DE—DE | AT—AT | CH—CH | US—US | CA—CA |
| Top-10-Alben        | DE—DE | AT—AT | CH—CH | US4US | CA6CA |
| Alben in den Charts | DE3DE | AT2AT | CH2CH | US7US | CA6CA |

|                       | DE    | AT    | CH    | US    | CA     |
| --------------------- | ----- | ----- | ----- | ----- | ------ |
| Nummer-eins-Singles   | DE—DE | AT—AT | CH—CH | US—US | CA—CA  |
| Top-10-Singles        | DE—DE | AT—AT | CH—CH | US—US | CA—CA  |
| Singles in den Charts | DE—DE | AT—AT | CH—CH | US7US | CA10CA |

### Auszeichnungen für Musikverkäufe
| Goldene Schallplatte - Dänemark - 2024: für die Single Animal I Have Become - 2024: für die Single (I Hate) Everything About You - 2025: für das Album One-X - Kanada - 2024: für das Lied Gone Forever - Neuseeland - 2023: für das Album Three Days Grace - 2024: für das Album One-X - Polen - 2024: für das Album Human | Platin-Schallplatte - Polen - 2024: für das Album One-X 2× Platin-Schallplatte - Neuseeland - 2023: für die Single (I Hate) Everything About You |

Anmerkung: Auszeichnungen in Ländern aus den Charttabellen bzw. Chartboxen sind in ebendiesen zu finden.
| Land/RegionAuszeichnungen für Musikverkäufe (Land/Region, Auszeichnungen, Verkäufe, Quellen) | Silber     | Gold       | Platin       | Verkäufe   | Quellen           |
| -------------------------------------------------------------------------------------------- | ---------- | ---------- | ------------ | ---------- | ----------------- |
| Dänemark (IFPI)                                                                              | —          | 3× Gold3   | —            | 100.000    | ifpi.dk           |
| Deutschland (BVMI)                                                                           | —          | Gold1      | —            | 150.000    | musikindustrie.de |
| Kanada (MC)                                                                                  | —          | 10× Gold10 | 12× Platin12 | 1.360.000  | musiccanada.com   |
| Neuseeland (RMNZ)                                                                            | —          | 2× Gold2   | 2× Platin2   | 75.000     | radioscope.co.nz  |
| Polen (ZPAV)                                                                                 | —          | Gold1      | Platin1      | 30.000     | olis.pl           |
| Vereinigte Staaten (RIAA)                                                                    | —          | 10× Gold10 | 17× Platin17 | 22.000.000 | riaa.com          |
| Vereinigtes Königreich (BPI)                                                                 | 3× Silber3 | Gold1      | —            | 860.000    | bpi.co.uk         |
| Insgesamt                                                                                    | 3× Silber3 | 28× Gold28 | 32× Platin32 |            |                   |